# Frea capensis
Frea capensis là một loài bọ cánh cứng trong họ Cerambycidae.